# Lista załogowych lotów kosmicznych
Poniżej znajduje się lista załogowych lotów kosmicznych.
Istnieją różne definicje granicy przestrzeni kosmicznej, a co za tym idzie - lotów kosmicznych. Według standardów Fédération Aéronautique Internationale, granica pomiędzy atmosferą a przestrzenią kosmiczną znajduje się na wysokości 100 km n.p.m., natomiast w Stanach Zjednoczonych za granicę tę przyjmuje się koniec mezosfery, czyli wysokość 50 mil (ok. 80 km).
Jest to istotna informacja, szczególnie jeśli chodzi o loty rakietowego samolotu doświadczalnego X-15; ze wszystkich jego lotów 13 spełniło Amerykańskie kryteria lotu kosmicznego (a spośród nich tylko 2 kryteria FAI).

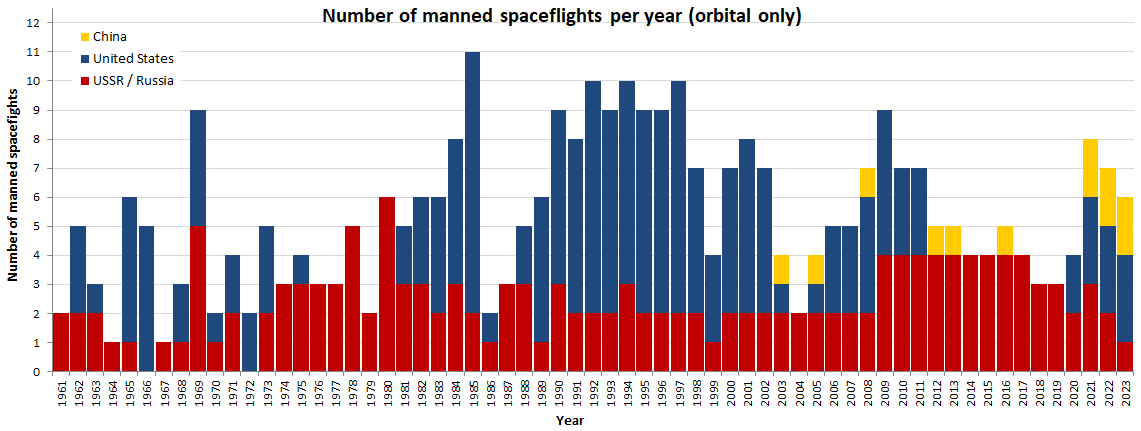
Liczba załogowych lotów kosmicznych (orbitalnych) w poszczególnych krajach

| 1961–1970 – 1971–1980 – 1981–1990 – 1991–2000 – 2001–2010 – 2011–2020 – (planowane) |

## Lista
Ze względu na łączenie się różnych misji, lista nie wyszczególnia stacji kosmicznych Salut, Skylab, Mir i ISS. Bardziej szczegółowe informacje zawierają listy odnoszące się do 10-letnich przedziałów czasowych.
| Rok  | Misje | Liczba |
| ---- | --- | ------ |
| 1961 | Wostok 1 – Mercury-Redstone 3 – Mercury-Redstone 4 – Wostok 2                                                              | 2      |
| 1962 | Mercury-Atlas 6 – Mercury-Atlas 7 – Wostok 3 – Wostok 4 – Mercury-Atlas 8                                                  | 5      |
| 1963 | Mercury-Atlas 9 – Wostok 5 – Wostok 6 – X-15 lot 90 – X-15 lot 91                                                          | 3      |
| 1964 | Woschod 1 | 1      |
| 1965 | Woschod 2 – Gemini 3 – Gemini 4 – Gemini 5 – Gemini 7 – Gemini 6A                                                          | 6      |
| 1966 | Gemini 8 – Gemini 9A – Gemini 10 – Gemini 11 – Gemini 12                                                                   | 5      |
| 1967 | Sojuz 1 | 1      |
| 1968 | Apollo 7 – Sojuz 3 – Apollo 8                                                                                              | 3      |
| 1969 | Sojuz 4 – Sojuz 5 – Apollo 9 – Apollo 10 – Apollo 11 – Sojuz 6 – Sojuz 7 – Sojuz 8 – Apollo 12                             | 9      |
| 1970 | Apollo 13 – Sojuz 9 | 2      |
| 1971 | Apollo 14 – Sojuz 10 – Sojuz 11 – Apollo 15                                                                                | 4      |
| 1972 | Apollo 16 – Apollo 17 | 2      |
| 1973 | Skylab 2 – Skylab 3 – Sojuz 12 – Skylab 4 – Sojuz 13                                                                       | 5      |
| 1974 | Sojuz 14 – Sojuz 15 – Sojuz 16                                                                                             | 3      |
| 1975 | Sojuz 17 – Sojuz 18-1 – Sojuz 18 – Sojuz 19 – Apollo ASTP                                                                  | 4      |
| 1976 | Sojuz 21 – Sojuz 22 – Sojuz 23                                                                                             | 3      |
| 1977 | Sojuz 24 – Sojuz 25 – Sojuz 26                                                                                             | 3      |
| 1978 | Sojuz 27 – Sojuz 28 – Sojuz 29 – Sojuz 30 – Sojuz 31                                                                       | 5      |
| 1979 | Sojuz 32 – Sojuz 33 – Sojuz 34                                                                                             | 2      |
| 1980 | Sojuz 35 – Sojuz 36 – Sojuz T-2 – Sojuz 37 – Sojuz 38 – Sojuz T-3                                                          | 6      |
| 1981 | Sojuz T-4 – Sojuz 39 – STS-1 – Sojuz 40 – STS-2                                                                            | 5      |
| 1982 | STS-3 – Sojuz T-5 – Sojuz T-6 – STS-4 – Sojuz T-7 – STS-5                                                                  | 6      |
| 1983 | STS-6 – Sojuz T-8 – STS-7 – Sojuz T-9 – STS-8 – Sojuz T-10-1 – STS-9                                                       | 6      |
| 1984 | STS-41-B – Sojuz T-10 – Sojuz T-11 – STS-41-C – Sojuz T-12 – STS-41-D – STS-41-G – STS-51-A                                | 8      |
| 1985 | STS-51-C – STS-51-D – STS-51-B – Sojuz T-13 – STS-51-G – STS-51-F – STS-51-I – Sojuz T-14 – STS-51-J – STS-61-A – STS-61-B | 11     |
| 1986 | STS-61-C – STS-51-L – Sojuz T-15                                                                                           | 2      |
| 1987 | Sojuz TM-2 – Sojuz TM-3 – Sojuz TM-4                                                                                       | 3      |
| 1988 | Sojuz TM-5 – Sojuz TM-6 – STS-26 – Sojuz TM-7 – STS-27                                                                     | 5      |
| 1989 | STS-29 – STS-30 – STS-28 – Sojuz TM-8 – STS-34 – STS-33                                                                    | 6      |
| 1990 | STS-32 – Sojuz TM-9 – STS-36 – STS-31 – Sojuz TM-10 – STS-41 – STS-38 – STS-35 – Sojuz TM-11                               | 9      |
| 1991 | STS-37 – STS-39 – Sojuz TM-12 – STS-40 – STS-43 – STS-48 – Sojuz TM-13 – STS-44                                            | 8      |
| 1992 | STS-42 – Sojuz TM-14 – STS-45 – STS-49 – STS-50 – Sojuz TM-15 – STS-46 – STS-47 – STS-52 – STS-53                          | 10     |
| 1993 | STS-54 – Sojuz TM-16 – STS-56 – STS-55 – STS-57 – Sojuz TM-17 – STS-51 – STS-58 – STS-61                                   | 9      |
| 1994 | Sojuz TM-18 – STS-60 – STS-62 – STS-59 – Sojuz TM-19 – STS-65 – STS-64 – STS-68 – Sojuz TM-20 – STS-66                     | 10     |
| 1995 | STS-63 – STS-67 – Sojuz TM-21 – STS-71 – STS-70 – Sojuz TM-22 – STS-69 – STS-73 – STS-74                                   | 9      |
| 1996 | STS-72 – Sojuz TM-23 – STS-75 – STS-76 – STS-77 – STS-78 – Sojuz TM-24 – STS-79 – STS-80                                   | 9      |
| 1997 | STS-81 – Sojuz TM-25 – STS-82 – STS-83 – STS-84 – STS-94 – Sojuz TM-26 – STS-85 – STS-86 – STS-87                          | 10     |
| 1998 | STS-89 – Sojuz TM-27 – STS-90 – STS-91 – Sojuz TM-28 – STS-95 – STS-88                                                     | 7      |
| 1999 | Sojuz TM-29 – STS-96 – STS-93 – STS-103                                                                                    | 4      |
| 2000 | STS-99 – Sojuz TM-30 – STS-101 – STS-106 – STS-92 – Sojuz TM-31 – STS-97                                                   | 7      |
| 2001 | STS-98 – STS-102 – STS-100 – Sojuz TM-32 – STS-104 – STS-105 – Sojuz TM-33 – STS-108                                       | 8      |
| 2002 | STS-109 – STS-110 – Sojuz TM-34 – STS-111 – STS-112 – Sojuz TMA-1 – STS-113                                                | 7      |
| 2003 | STS-107 – Sojuz TMA-2 – Shenzhou 5 – Sojuz TMA-3                                                                           | 4      |
| 2004 | Sojuz TMA-4 – SpaceShipOne lot 15P – SpaceShipOne lot 16P – SpaceShipOne lot 17P – Sojuz TMA-5                             | 2      |
| 2005 | Sojuz TMA-6 – STS-114 – Sojuz TMA-7 – Shenzhou 6                                                                           | 4      |
| 2006 | Sojuz TMA-8 – STS-121 – STS-115 – Sojuz TMA-9 – STS-116                                                                    | 5      |
| 2007 | Sojuz TMA-10 – STS-117 – STS-118 – Sojuz TMA-11 – STS-120                                                                  | 5      |
| 2008 | STS-122 – STS-123 – Sojuz TMA-12 – STS-124 – Shenzhou 7 – Sojuz TMA-13 – STS-126                                           | 7      |
| 2009 | STS-119 – Sojuz TMA-14 – STS-125 – Sojuz TMA-15 – STS-127 – STS-128 – Sojuz TMA-16 – STS-129 – Sojuz TMA-17                | 9      |
| 2010 | STS-130 – Sojuz TMA-18 – STS-131 – STS-132 – Sojuz TMA-19 – Sojuz TMA-01M – Sojuz TMA-20                                   | 7      |
| 2011 | STS-133 – Sojuz TMA-21 – STS-134 – Sojuz TMA-02M – STS-135 – Sojuz TMA-22 – Sojuz TMA-03M                                  | 7      |
| 2012 | Sojuz TMA-04M – Shenzhou 9 – Sojuz TMA-05M – Sojuz TMA-06M – Sojuz TMA-07M                                                 | 5      |
| 2013 | Sojuz TMA-08M – Sojuz TMA-09M – Shenzhou 10 – Sojuz TMA-10M – Sojuz TMA-11M                                                | 5      |
| 2014 | Sojuz TMA-12M – Sojuz TMA-13M – Sojuz TMA-14M – Sojuz TMA-15M                                                              | 4      |
| 2015 | Sojuz TMA-16M – Sojuz TMA-17M – Sojuz TMA-18M – Sojuz TMA-19M                                                              | 4      |
| 2016 | Sojuz TMA-20M – Sojuz MS-01 – Shenzhou 11 – Sojuz MS-02 – Sojuz MS-03                                                      | 5      |
| 2017 | Sojuz MS-04 – Sojuz MS-05 – Sojuz MS-06 – Sojuz MS-07                                                                      | 4      |
| 2018 | Sojuz MS-08 – Sojuz MS-09 – Sojuz MS-11                                                                                    | 3      |
| 2019 | Sojuz MS-12 – Sojuz MS-13 – Sojuz MS-15                                                                                    | 3      |
| 2020 | Sojuz MS-16 – SpaceX DM-2 – Sojuz MS-17 – SpaceX Crew-1                                                                    | 4      |
| 2021 | | 8      |
| 2022 | | 7      |
| 2023 | | 6      |